# 中山夏実
中山 夏実（なかやま なつみ、1996年7月1日 - ）は、日本のフリーアナウンサー。兵庫県出身。2024年よりジョイスタッフ株式会社所属。

## 略歴
- 2013年 第64回豊岡市展 書道の部 入選
- 東洋大学卒業[1]
- 2019年 NHK鳥取放送局制作スタッフとして入局
  - 「いろ☆ドリ[1][2]」AD
  - 「おしえて!みんなのゆめ」制作スタッフ
- 2022年 NHK鳥取放送局米子支局へキャスターとして異動
- 2024年 ジョイスタッフ株式会社に所属。

## 人物
- 趣味 - カフェ・純喫茶めぐり、ラジオを聴く、アイドル鑑賞[1]
- 資格 - 書道師範、防災士[1]
- 好きなもの - いちご・もも・さつまいも[3]

## 出演

### テレビ
- いろ☆ドリ（NHK鳥取放送局）キャスター・リポーター[1]
- おしえて!みんなのゆめ
- とれたて！かんたん！旬ごはん[4]
- おはよう日本（NHK総合）リポーター[1]
- いわき平競輪　実況中継（CS/YouTube)　インタビュアー/アシスタントMC[1]
- 川口オートレース[5]（CS/YouTube)　アシスタントMC

### ラジオ
- 2010年　ジャングル青春ラジオ〜トライやるがつないだ僕らの絆〜（FMジャングル）[6]
- 世田谷通信・世田谷情報セレクト[7]（FM世田谷）リポーター

### YouTube
- 国分寺ぶんぶんチャンネル「愛があふれる『まとめサイト』を見つけました」【MC】中山夏実[8]
- PIST6 (ピストシックス) 公式[9]